# Fritz Plön
Fritz Plön (* 3. Dezember 1906 in Oberschöneweide; † 28. August 1944 im Zuchthaus Brandenburg-Görden) war ein deutscher Kommunist und Widerstandskämpfer gegen den Nationalsozialismus.

## Leben
Plön besuchte bis 1920 die Keplerschule in Oberschöneweide und begann anschließend eine Lehre zum Bootsbauer, die er aber aus gesundheitlichen Gründen nicht abschließen konnte. Er war einige Zeit lang als Landarbeiter in der Nähe von Weimar tätig und kehrte 1926 nach Berlin zurück.
Nach einem Lehrgang arbeitete er als Schweißer im Kabelwerk Oberspree. 1927 trat er dem KJVD und später der KPD bei. Plön leitete unter anderem die Kinder- und Jugendgruppe des Schwimmvereins „Vorwärts“.
Nach der „Machtergreifung“ der Nationalsozialisten 1933 organisierte er mit anderen Geldsammlungen für die illegale Rote Hilfe Deutschlands. Im Kabelwerk Oberspree leitete Fritz Plön eine illegale Widerstandsgruppe. Seit 1938 bestanden Kontakte zur Widerstandsorganisation um Robert Uhrig.
Plön wurde am 4. Februar 1942 im Zuge der Aufdeckung der Uhrig-Organisation zusammen mit Franz Mett, seiner Lebensgefährtin Elfriede Tygör und weiteren Kampfgenossen von der Gestapo verhaftet und im Gerichtsgefängnis Landsberg inhaftiert. Der „Volksgerichtshof“ verurteilte ihn am 7. Juli 1944 zum Tode. Plön wurde am 28. August 1944 im Zuchthaus Brandenburg-Görden hingerichtet.
Nach der Hinrichtung wurde sein Leichnam im Krematorium Brandenburg verbrannt. Seine Urne wurde, wie die weiterer Widerstandskämpfer, auf dem Waldfriedhof Oberschöneweide beigesetzt.

## Ehrungen

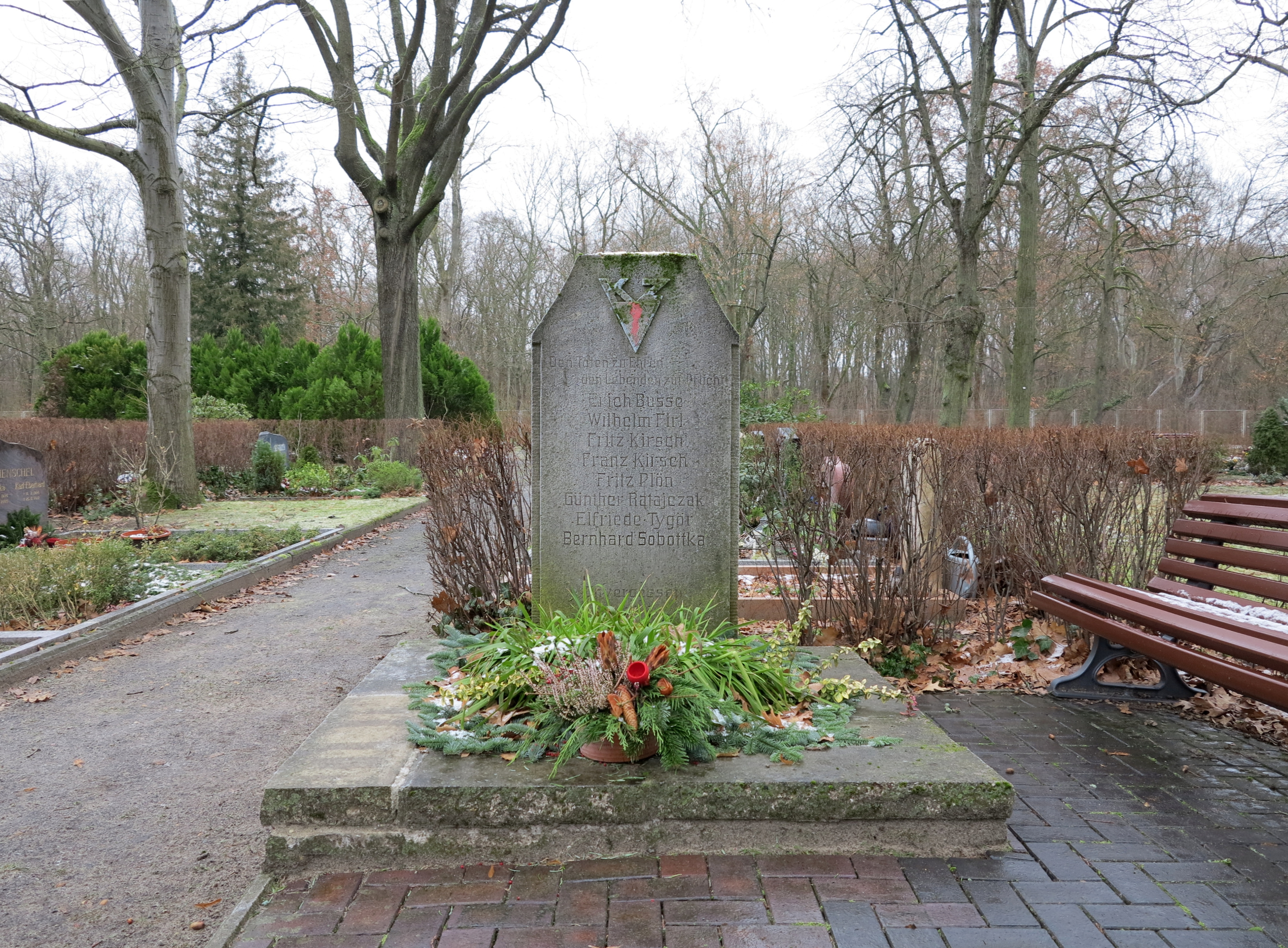
Gemeinschaftlicher Grabstein auf dem Waldfriedhof Berlin-Oberschöneweide für Fritz Plön und andere Opfer des NS-Regimes

- Ihm zu Ehren wurde 1948 die Luisenstraße in Oberschöneweide in Plönzeile umbenannt.[2]
- Auf dem Waldfriedhof Oberschöneweide steht rechts vom Hauptweg ein grabmalsähnlicher Gedenkstein für Plön, seine Lebensgefährtin Tygör und weitere NS-Opfer: Erich Busse, Wilhelm Firl, Fritz Kirsch, Günther Ratajczak und Bernhard Sobottka.
- Am ehemaligen Kabelwerk Oberspree in der Wilhelminenhofstraße 76/77 in Oberschöneweide wurde 1960 ein Denkmal für die von den Nationalsozialisten ermordeten Angehörigen des Kabelwerks errichtet. Neben Plön wird hier den Widerstandskämpfern Grete Walter, Paul von Essen, Judith Auer und Arthur Illgen gedacht.[3]
- 1975 erhielt das Jugendwohnheim in der Scharnweberstraße 24 (Berlin-Oberschöneweide) seinen Namen.[4]